# Weston (Washington)
Weston wurde etwa 1885/86 gegründet. Am Fuß des westlichen Aufstiegs (2,2 % % Gefälle) der Northern Pacific Railway zum Stampede Tunnel am Stampede Pass gelegen, diente der kleine Ort als westliche Hilfsstation für Pass und Tunnel, quasi als Gegenpart zu Easton. Die Liegenschaft umfasste einen Lokschuppen, eine Telegrafen-Station, einen Wassertank, eine Drehscheibe sowie einige Nebengelasse mit Unterkünften und Speisesälen.
Mit der Kaskadenkette im Norden und dem Green River im Süden war Weston für künftige Erweiterungen unvorteilhaft gelegen. 1891/92 verlegte die Northern Pacific ihre westliche Hilfsstation etwa vier Meilen (6,4 km) nach Westen an einen Punkt, der als Lester bezeichnet wurde. Weston war in der Hinsicht einzigartig, als die Northern Pacific, den Green River zweimal querend, eine kurze Stichbahn durch Weston zog und so eine komplette Schleife schuf. (Weiter nach Osten beim Erreichen der Passhöhe des Stampede Pass, schufen die Ingenieure der Northern Pacific die als Borup Loop bekannt gewordene Schleife [benannt nach der Telegrafenstation Borup (Washington) in der Mitte der Schleife]; allerdings war dies eine Fehlbenennung, da die Anbindung gegenwärtig eine langgezogene S-Kurve aus zwei aneinanderliegenden Hufeisen-Strukturen darstellt.)
Weston diente als kleine Telegrafenstation (ein Stockwerk, 20 × 30 Fuß, etwa 6 × 9 m) und Stopp für die Wasserversorgung bis etwa 1915, als ein doppelgleisiger Ausbau der Stampede-Pass-Strecke zwischen Lester und Easton (mit Ausnahme des Tunnelgebiets selbst) den Weston Loop und Weston vollständig ersetzte. Das diesem Artikel beigefügte Bild zeigt einen Blick von dem großen Viadukt herunter, das den Green River quert und die alte Schleife ersetzt.

## Geographie
Die exakte Position von Weston ist immer noch unbekannt, es befand sich jedenfalls höchstwahrscheinlich am Green River südöstlich von Lester und östlich von Enumclaw. Alte Karten zeigen es nahe der Mündung des Intake Creek in den Green River (etwa auf 47° 12′ 14″ N, 121° 24′ 42″ W). Es gibt viele in der langen Zeit überwachsene künstliche Lichtungen in diesem Gebiet und die Freilegung der ursprünglichen Gleisanlagen würde eine Beseitigung der Bäume erfordern.